# 大神海運
株式会社大神海運（おおがみかいうん）は、沖縄県宮古島市に本社を置く海運会社である。

## 概要
1977年に設立され、同年4月1日に定期航路を開設。宮古島北部にある島尻漁港と大神島の大神漁港の間で一般旅客定期航路を運航している。かつては合名会社であったが、経営安定化のために地元企業から融資を受け、2020年2月5日に株式会社に改組した。融資を行い、株式を保有するのは、大米グループ、共和産業、先嶋建設、宮古環境保全センター、とみや商会、パラダイスプランの6社。
近年、観光客の増加とともに旅客数は増加傾向にあり、2013年度までは1万人台だった旅客数は、2014年度に初めて2万人を超えた。2017年度には、前年度から、5,071人増えて過去最高の33,805人となり、初めて3万人を突破した。

## 航路
一般旅客定期航路
- 島尻漁港（宮古島） - 大神漁港（大神島）
  - 航路距離約5.5km、所要時間約15分、1日4往復[7][注釈 3]。

## 船舶

### 運航中の船舶
- ウカンかりゆす

2022年3月30日就航。18総トン、最高速力16.0ノット、旅客定員50名。
瀬戸内クラフト建造。沖縄県の離島航路運航安定化支援事業を活用して建造された。
「ウカン」は大神の地元での呼び名、「かりゆす」は喜びや縁起がいいことを表す。

### 過去の船舶
- かりゆす1号

1977年4月1日就航。
- かりゆす2号[4]（かりゆす[12]）

1982年就航。
- ニューかりゆす[12]

1991年就航。12総トン、最高速力18.66ノット、航海速力14.0ノット、旅客定員30名。瀬戸内クラフト建造。
- スマヌかりゆす

2010年（平成22年）3月19日進水、4月6日就航15総トン、最高速力16.9ノット、航海速力14.0ノット、旅客定員60名（椅子席30名、立席30名）
瀬戸内クラフト建造、沖縄県離島海運振興株式会社保有。
「スマヌ」は「島の」、「かりゆす」は「縁起がよい」、「めでたい」という意味。バリアフリー設計で、車いすにも対応。スマヌかりゆすの就航により、島尻-大神間は約5分短縮され約10分となった。沖縄県離島海運振興株式会社が所有し、大神海運にリース（5年間のリース期間終了後、大神海運に簿価で売却予定）。